# Minjee Lee
Minjee Lee (nascida em 27 de maio de 1996) é uma jogadora profissional de golfe da Austrália, natural de Perth.
Tornou-se a golfista amadora número um do ranking mundial de golfe feminino em 26 de fevereiro de 2014, após vencer o Oates Victorian Open.
Tornou-se profissional em 2014. Representou Austrália na competição feminina de golfe nos Jogos Olímpicos de Verão de 2016, realizados no Rio de Janeiro, Brasil.